# Osmar Múñoz
Osmar Múñoz (Cuautla, Morelos; 19 de agosto de 1998) es un futbolista mexicano, juega como Defensa y su equipo actual son los Mineros de Zacatecas de la Liga de Expansión MX.

## Trayectoria
Inicios
Inicio su trayectoria en el Cuautla UNILA en tercera división en el año 2013, más adelante iría a equipos como Selva Cañera, Real Cuautitlán, Chapulineros de Oaxaca y los Arroceros de Cuautla.
En 2019 llega a La Paz FC aunque solo jugó una parte de la temporada debido a la suspensión de la misma por la pandemia.

### Alacranes de Durango
En 2020 llega al Alacranes de Durango, donde rápido empezó a ser tomado en cuenta, y ya iniciaba partidos como titular, ganó el Apertura 2021 y el Campeón de Campeones de la Liga Premier Serie A.
Fue uno de los jugadores registrados para jugar con el equipo en la Liga de Expansión, debutando el 29 de junio de 2022 ante el Tapatío como titular, al finalizar la fase regular del Clausura 2023 anunció su salida del equipo.

### Celaya Fútbol Club
El 21 de junio de 2023 se anuncia su llegada al Club Celaya.